# Ernst Toller

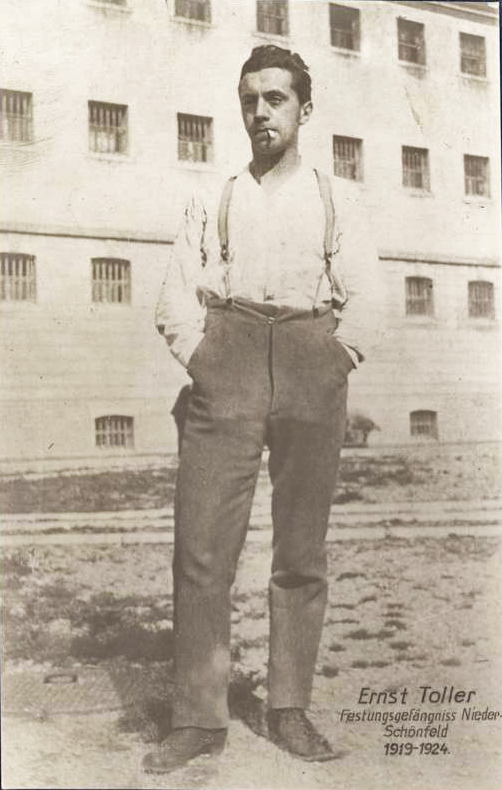

Ernst Toller (1893-1939) fue un poeta, dramaturgo, político y revolucionario alemán de origen judío.

## Primeros años
Nació el 1 de diciembre en la ciudad de Samotschin (Szamoscin en polaco), entonces provincia polaca del Imperio Alemán, hijo de Max Toller e Ida Khon. Su bisabuelo, probablemente procedente de España, consigue el permiso de Federico el Grande para habitar en la ciudad.
En la provincia de Posen cohabitaban judíos, católicos y protestantes, hecho que marcó profundamente la infancia de Toller que desde muy joven empieza a poner en tela de juicio la importancia de la fe o la procedencia en los destinos, posibilidades y pobrezas de las familias de sus amigos. Ya desde su infancia escribe poemas y breves obras de teatro.
Estudió bachillerato en el Realgymnasium de Bromberg, capital del distrito, y desde muy joven comenzó a padecer afecciones cardiacas y nerviosas. Su poesía comienza a adquirir un tono rebelde.  De regreso a su casa por unas vacaciones, envía al periódico local una carta anónima quejándose del mal trato sufrido por un trabajador del pueblo fallecido llegando a acusar a las autoridades locales de negligencia. El alcalde de la localidad inicia una investigación contra el escritor anónimo pero Toller sale airoso de la situación pues intercede por él su padre, entonces concejal. Eso enfurece aún más al joven pues comprende que la posición social del individuo es decisivo en su porvenir.

## Primera Guerra Mundial
En 1914 se matriculó en la Universidad de Grenoble a la que raramente asiste. Durante esta época aprovecha para viajar por Occitania y el norte de Italia. Cuando en agosto de ese mismo año estalla la Primera Guerra Mundial se alista como voluntario. Es descartado por sus problemas de corazón pero finalmente consigue convencer a un médico que le dé la aprobación para ir al frente.
En enero de 1915 es destinado a Estrasburgo como parte del Batallón de Reserva del Primer Regimiento de Artillería Pedestre. En marzo es finalmente trasladado al frente donde se encuentra con una guerra de trincheras aburrida, sucia y un oficial que le detesta por lo que pide el traslado a Infantería. Es entonces cuando Toller, tal y como describe en Una juventud en Alemania, se encuentra con la podredumbre y la muerte de la guerra y empieza a plantearse los motivos que han llevado hasta ella y sus consecuencias. Pide un nuevo traslado, en esta ocasión a Aviación pero cae enfermo tanto del estómago como del corazón por lo que es finalmente trasladado a un hospital de Estrasburgo y considerado imbele.

## Fin de la guerra, huelga y psiquiátrico
Se matricula en la Universidad de Múnich. Aprovecha esta época para asistir a todo tipo de clases e instruirse, absorbe las críticas literarias de la prensa y mantiene relación con los intelectuales de la época como Rilke o Thomas Mann, quien incluso accede a leer sus poemas y ayudarle con su obra.
Decepcionado con los viejos intelectuales que parecen incapaces de actuar para exigir el fin de la contienda, decide implicarse cada vez más en movimientos políticos jóvenes que buscan una nueva manera de afrontar el futuro de Alemania y que sueñan con una paz duradera. El primero de estos grupos será la “Liga política y cultural de juventud de Alemania”. Ante sus consignas, son fuertemente atacados por los partidos de extrema derecha acusándoles de antipatriotas. Se convierte en un convencido antibelicista.
Entra en contacto con el socialista Gustav Landauer quien había formado una Liga Socialista como alternativa libertaria al Partido Socialdemócrata. Poco tiempo después coincide en Berlín con Kurt Eisner, a quien pronto uniría una gran amistad y complicidad. Toller decide intensificar sus labores en las asambleas de obreros. Llega a repartir poemas de guerra de su obra La transformación entre las mujeres pues cree que sus dantescas imágenes resultan una denuncia abierta a la guerra que puede contribuir a una mayor implicación de las mujeres en la exigencia de un armisticio. 
Ante la encarcelación de Eisner y otros líderes huelguistas, Toller gana protagonismo en un movimiento que se dirige hacia la prisión para pedir la excarcelación de los presos. Finalmente también él es apresado en la prisión militar de Leonrodstrasse. Finaliza allí su obra La transformación. Un médico de la prisión intercede por él y declara que por cuestiones de salud no puede seguir encarcelado por lo que es enviado al batallón de reserva de Neu-Ulm. Ernst Toller cree entonces haber recuperado su libertad pero por orden de su madre, que no comprende que un hombre de familia burguesa se involucre en la lucha de los obreros, es trasladado a una clínica psiquiátrica.
En el verano de 1918 Ernst Toller recupera por completo su libertad.

## República de Consejos de Baviera

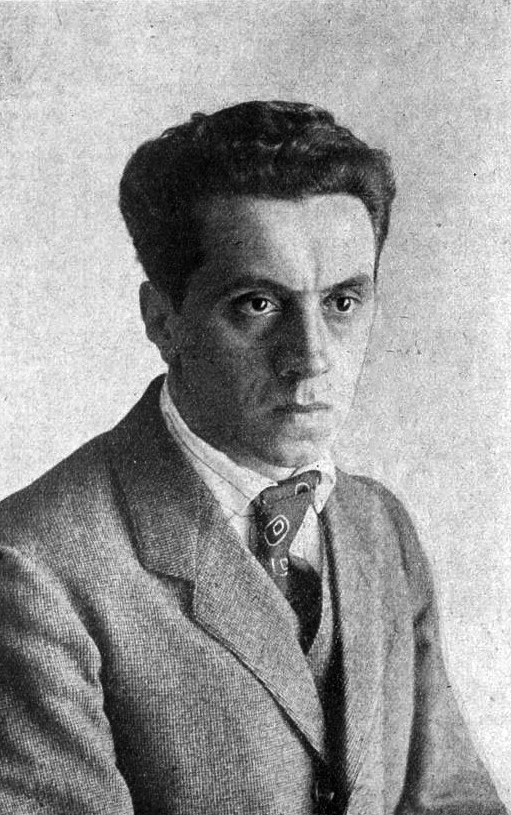
Ernst Toller

Cuando se inicia el levantamiento de Kiel en noviembre de 1918 y tras la abdicación del último rey de Baviera, Eisner es nombrado primer ministro del Estado Libre de Baviera por el Consejo de Obreros y Soldados. Toller es designado vicepresidente del Consejo. Como asistente al Comité de Consejos en Berlín,  se muestra espantado ante la idea de abandonar la lucha obrera en favor de un parlamentarismo que no ha sido depurado de sus responsabilidades con respecto a la guerra y la aprobación de los créditos extraordinarios que la hicieron posible.
Acude junto a Eisner en Berna a una reunión de la Segunda Internacional. Allí, el primer ministro bávaro entona un discurso antimperialista y contra los crímenes de guerra que enciende los ánimos de los nacionalistas alemanes. Poco tiempo después, cuando se dirigía a la sesión de inauguración del nuevo Parlamento Bávaro surgido de las elecciones de 1919, Eisner es asesinado. Dicho asesinato alerta a la República que teme, no sin razón, un levantamiento de masas en Baviera pues las masas exaltadas exigían venganza. El Consejo Central de Obreros, Campesinos y Soldados asume el poder gubernamental en Baviera aislando al gobierno elegido por el Parlamento y presidido por Hoffmann que decide trasladarse con todos sus ministros a la ciudad de Bamberg. 
En Múnich, el 7 de abril de 1919, el presidente del Consejo Central dimite y elige a Ernst Toller como su sucesor que intenta desde un inicio poner en práctica políticas libertarias. Sin embargo, el 12 de abril sucumbe a la presión del Partido Comunista, que hasta el momento se había mostrado contrario e incluso belicoso con el Consejo Central, para tomar el control de la situación. 
A su vez, el gobierno de Hoffmann organiza mediante Noske una ofensiva contra Múnich que devuelva el control a los socialdemócratas.

## Prisión
Ernst Toller difícilmente puede evadirse de la responsabilidad ejercida en la República de Consejos de Baviera por lo que, como muchos de sus compañeros, acaba siendo capturado, juzgado y sentenciado a cinco años de prisión. La sentencia reza que ha cometido un delito de alta traición pero por motivos honrosos. Es encarcelado en la prisión de Niederschönenfeld.
Dedica su estancia en prisión a escribir, allí culminará su obra teatral más famosa, Hombre Masa, a la que seguirán Los destructores de máquinas, Hinkermann y su poemario El libro de las golondrinas.
El 15 de julio de 1924 le ponen en libertad un día antes del cumplimiento de su condena pero es trasladado bajo custodia a la frontera prusiana pues se le deniega permanecer en suelo bávaro.

## Exilio
El mundo que encontró a su salida había cambiado. El realismo había arrollado al expresionismo en los teatros por lo que la Humanidad ya no se contemplaba como un Ideal sino que era sujeto de una descripción. Según el propio Toller.: “la época del expresionismo ha sido reemplazada por la ‘nueva objetividad’ y esa forma de arte que se llama reportaje. Creo que la nueva objetividad […] no se acerca a los hombres y las cosas, sino a su fotografía”.
A partir de entonces, inició una incansable tarea como conferenciante que no abandonaría hasta su muerte y le haría viajar por Alemania, Palestina, Inglaterra, Estados Unidos, la Unión Soviética, Francia, Austria, Italia, México, Escandinavia…
En enero de 1927 trabajó junto a Piscator en su obra “Hoppla, wir leben!” [¡Vaya, vivimos!] que se representó en Berlín el mismo año.
Profundamente atraído por los cambios sociales que la Segunda República Española trataba de implantar, en octubre de 1931 realizó un primer viaje a España que alargó hasta marzo del año siguiente.
En 1933 se salvó de ser detenido tras el incendio del Reichstag debido a que se encontraba en Suiza por lo que se quedó a vivir en Zúrich una temporada. Los nazis le retiraron la nacionalidad alemana y confiscaron sus bienes. 
El 1934, decidió refugiarse en Londres. En junio, tras haber mantenido relación con los PEN-Club de varios países, participó en el fundación del PEN-Club alemán en el exilio. Entre agosto y septiembre asistió en Leningrado al Primer Congreso de Escritores de la Unión Soviética dada su amistad con Iliá Ehrenburg quien en su Gentes, años, vida escribió sobre él: “Toller se enamoraba, caía en la desesperación, hacía planes para obras de teatro y para la liberación de Alemania; parecía como si en los bolsillos llevara barajas de cartas con las que siempre estuviese construyendo casitas de cartón”.
A su regreso a Inglaterra, emprendió una carrera contrarreloj a fin de recaudar dinero para ayudar a la mujer de Carl von Ossietzky, encerrado en el Lager de Esterwegen.
Al año siguiente, en 1935, participó en el Congreso Internacional de Escritores de París y reafirmó su compromiso con la defensa de la libertad y la Humanidad y estimó necesario adoptar una posición beligerante y no limitarse a la pasividad del pacifismo.
Entre los meses de marzo y abril de 1936, regresó de viaje a España junto a su mujer Christiane Grautoff. Desde su regreso a Estados Unidos y hasta 1937 compaginó trabajos como periodista y guionista para la Metro Goldwyn Mayer. Creía que como dramaturgo podría recomenzar su tarea de desarrollo de un teatro explícitamente político, que no propagandístico. Sólo uno de sus guiones fue aceptado y llevado a la gran pantalla pero había sido tan alterado que Toller lo repudió.
El año siguiente empezó a sufrir grandes periodos depresivos lo que acabó con su matrimonio en julio de 1938. Toller regresó inmediatamente a España. En esta ocasión, se centró en conocer en profundidad Madrid y Barcelona. Desolado por la catástrofe que los bombardeos habían causado entre los civiles, Toller empezó una intensa actividad diplomática y propagandística basada en su Spanish Relief Plan que buscaba canalizar ayuda alimentaria a la población civil de la zona republicana. Llegó a reunirse con Eleanor Roosevelt pero ningún gobierno, país o institución de relevancia aceptó implicarse en ello.
El final de la guerra civil española, con el éxodo republicano hacia el exilio en Francia, supuso un durísimo golpe para un Toller que, además de deprimido, se encontraba arruinado tras dedicar todo su dinero al plan de ayuda a los españoles.
El 22 de mayo de 1939 se suicidó en la habitación del neoyorquino hotel Mayflower. Tenía 45 años. La prensa nazi se mofó de ello titulando la noticia: “Hoppla, wir sterben!” [¡Vaya, morimos!]
En su velatorio estuvieron y hablaron escritores como Oskar Maria Graf o el político español Juan Negrín. Al conocer su muerte, Klauss Mann escribió: “Se ha muerto porque se ha dado cuenta de que no había retorno, ni para él ni para las obras que ha escrito. Que no hay nuevo ni viejo país al que volver”.

## Obras
- Die Wandlung, 1919
- Masse Mensch, 1921
- Die Maschinenstürmer, 1922 (Los destructores de máquinas, ADE, 1991; Alikornio, 2002, trad. de Dorothee Schmitz y Hors Rosenberger).
- Der entfesselte Wotan, Komödie, 1923.
- Das Schwalbenbuch (1923).
- Hinkemann, 1923 (Hinkemann, ADE, 1991, trad. de Rodolfo Halffter).
- Hoppla, wir leben, 1927.
- Justiz. Erlebnisse, 1927.
- Quer Durch, 1930.
- Feuer aus den Kesseln, 1930 (en línea en Projekt Gutenberg-DE).
- Die blinde Göttin, 1933.
- Feuer aus den Kesseln, 1930.
- Eine Jugend in Deutschland, 1933 (Una juventud en Alemania, ContraEscritura, 2016, trad. Núria Molines Galarza; Muchnik, 1987 (descatalogado), Pablo Sorozábal Serrano); Reeditado por Pepitas de Calabaza ed. en febrero de 2017).
- Briefe aus dem Gefängnis, 1935.